# U.S. Virgin Islands Championship 2015-2016
La stagione 2015-2016 è stata, nella storia del campionato delle Isole Vergini Americane, la tredicesima. È stata vinta per la prima volta dal Raymix, che in finale ha battuto l'Helenites per 3 a 2. Alle qualificazioni hanno partecipato 14 squadre, una in meno dell'anno precedente, divise in due gironi.

## Qualificazioni

### St. Croix Soccer League
| Team              | Pts | Qualification |
| ----------------- | --- | ------------- |
| Helenites         | 45  | Qualificate   |
| Unique FC         | 37  | Qualificate   |
| Rovers            | 33  |               |
| Free Will Baptist | 27  |               |
| Buccaneers        | 26  |               |
| True Players      | 7   |               |
| Prankton United   | 4   |               |

Fonte:

### St. Thomas Soccer League
Non sono noti i risultati esatti ma solo la classifica finale:
1. Raymix (campioni)
2. Haitian Victory (qualificata)
3. UWS
4. New Vibes
5. Waitikubuli
6. Togetherness
7. Laraza